# نوربرتو اوئسو
نوربرتو اوئسو (اسپانیایی: Norberto Huezo‎؛ زادهٔ ۶ ژوئن ۱۹۵۶ – درگذشتهٔ ۵ مارس ۲۰۲۵) بازیکن و مربی فوتبال اهل السالوادور بود.
نوربرتو اوئسو در ۵ مارس ۲۰۲۵، بعد از یک دوره کوتاه بیماری در سن ۶۸ سالگی درگذشت.
از باشگاه‌هایی که در آن بازی کرده‌است می‌توان به باشگاه فوتبال کارتاخنا، باشگاه فوتبال فاس، و باشگاه فوتبال مونتری اشاره کرد.
وی همچنین در تیم ملی فوتبال السالوادور بازی کرده‌است.